# 2011–2012-es magyar női kosárlabda-bajnokság
A 2011–2012-es magyar női kosárlabda-bajnokság a hetvenötödik magyar női kosárlabda-bajnokság volt. Az A csoportban tizenkét csapat indult el, a csapatok két kört játszottak. Az alapszakasz után az 1-8. helyezettek play-off rendszerben játszottak a bajnoki címért, a 9-12. helyezettek pedig play-off rendszerben játszottak a kiesés elkerüléséért.

## Alapszakasz
| #   | Csapat                   | M  | Gy | V  | K+   | K-   | P  | Megjegyzés     |
| --- | ------------------------ | -- | -- | -- | ---- | ---- | -- | -------------- |
| 1.  | UNIQA-Euroleasing Sopron | 22 | 22 | 0  | 1744 | 1185 | 44 |                |
| 2.  | UNI SEAT Győr            | 22 | 20 | 2  | 1784 | 1305 | 42 |                |
| 3.  | Pécs 2010                | 22 | 18 | 4  | 1717 | 1279 | 40 |                |
| 4.  | Zalaegerszegi TE NKK     | 22 | 15 | 7  | 1603 | 1434 | 37 |                |
| 5.  | Ferencvárosi TC          | 22 | 14 | 8  | 1489 | 1397 | 36 |                |
| 6.  | Vasas Basket             | 22 | 9  | 13 | 1289 | 1319 | 31 |                |
| 7.  | Bajai NKK                | 22 | 9  | 13 | 1415 | 1552 | 30 | 1 pont levonva |
| 8.  | Atomerőmű-KSC Szekszárd  | 22 | 7  | 15 | 1481 | 1716 | 29 |                |
| 9.  | Diósgyőri KSK-MISI       | 22 | 7  | 15 | 1407 | 1584 | 29 |                |
| 10. | Ceglédi EKK              | 22 | 6  | 16 | 1359 | 1581 | 28 |                |
| 11. | BSE-FCSM                 | 22 | 3  | 19 | 1220 | 1588 | 25 |                |
| 12. | ELTE-BEAC-Újbuda         | 22 | 2  | 20 | 1248 | 1816 | 24 |                |

* M: Mérkőzés Gy: Győzelem V: Vereség K+: Dobott kosár K-: Kapott kosár P: Pont

## Rájátszás

### 1–8. helyért
Negyeddöntő: UNIQA-Euroleasing Sopron–Atomerőmű-KSC Szekszárd 98–60, 74–56 és UNI SEAT Győr–Bajai NKK 106–64, 82–57 és Pécs 2010–Vasas Basket 76–62, 82–58 és Zalaegerszegi TE NKK–Ferencvárosi TC 62–57, 59–50
Elődöntő: UNIQA-Euroleasing Sopron–Zalaegerszegi TE NKK 86–65, 68–51 és UNI SEAT Győr–Pécs 2010 82–74, 67–72, 74–59
Döntő: UNIQA-Euroleasing Sopron–UNI SEAT Győr 79–60, 58–65, 62–66, 83–76, 55–61
3. helyért: Pécs 2010–Zalaegerszegi TE NKK 87–78, 78–83, 84–69
5–8. helyért: Ferencvárosi TC–Atomerőmű-KSC Szekszárd 72–74, 76–68, 75–62 és Vasas Basket–Bajai NKK 71–53, 71–62
5. helyért: Ferencvárosi TC–Vasas Basket 61–57, 68–56
7. helyért: Bajai NKK–Atomerőmű-KSC Szekszárd 77–79, 62–79

### 9–12. helyért
9–12. helyért: Diósgyőri KSK-MISI–ELTE-BEAC-Újbuda 81–64, 68–70, 76–70 és Ceglédi EKK–BSE-FCSM 74–66, 52–68, 68–73
9. helyért: Diósgyőri KSK-MISI–BSE-FCSM 79–50, 60–72, 58–65
11. helyért: Ceglédi EKK–ELTE-BEAC-Újbuda 74–61, 75–65